# Aspidiophorus gullmarsfjordensis
Aspidiophorus gullmarsfjordensis is een buikharige uit de familie van de Chaetonotidae. De wetenschappelijke naam van de soort werd voor het eerst geldig gepubliceerd in 2017 door Kånneby en Todaro.